# Multivibrador

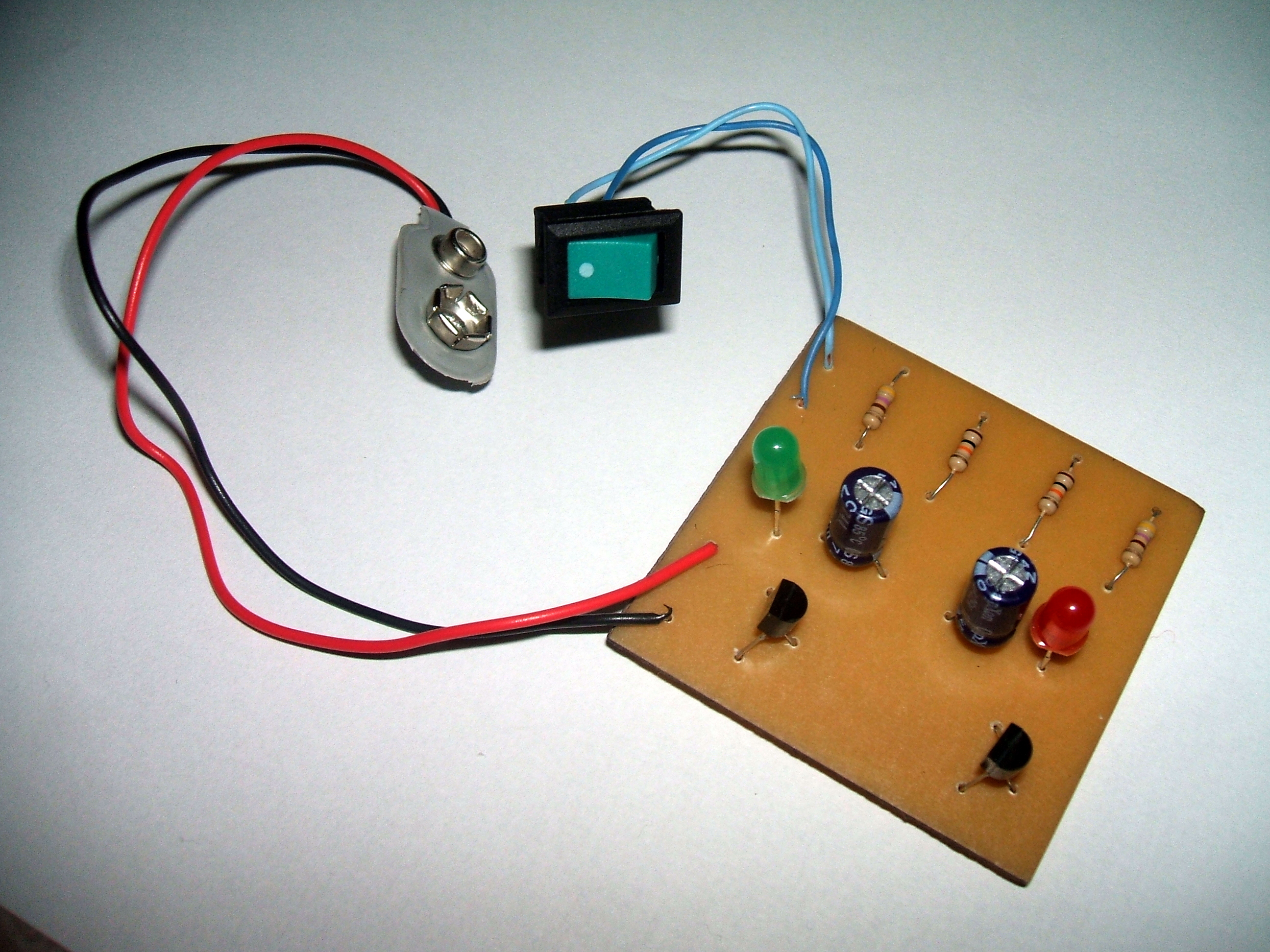
Astavel01

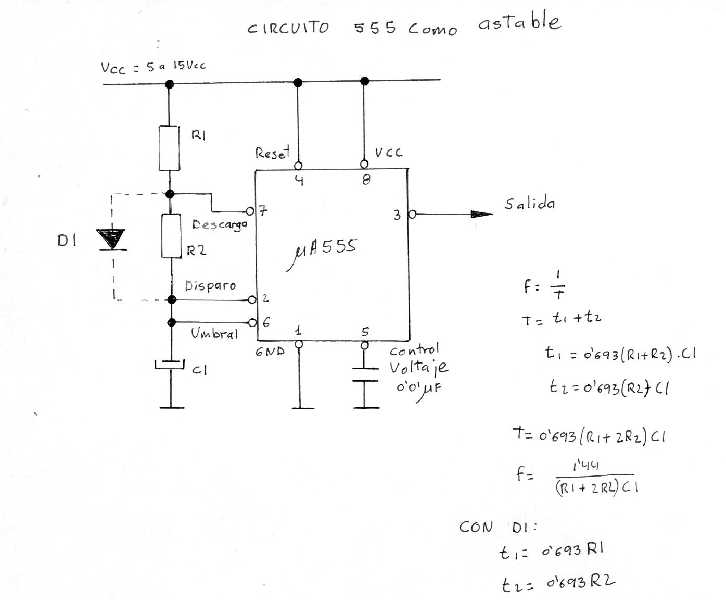

R1, R2 = 1 kΩ
R3, R4 = 10 kΩ

En electrónica, un multivibrador es un circuito oscilador capaz de generar una onda cuadrada. Según su funcionamiento, los multivibradores se pueden dividir en dos clases:
- De funcionamiento continuo, astable o de oscilación libre: genera ondas a partir de la propia fuente de alimentación.
- De funcionamiento impulsado: a partir de una señal de disparo o impulso sale de su estado de reposo.
  - Si posee dos de dichos estados, se denomina biestable.
  - Si poseen uno, se le llama monoestable.

En su forma más simple son dos sencillos transistores realimentados entre sí. Usando redes de resistencias y condensadores en esa realimentación se pueden definir los periodos de inestabilidad.
Un circuito integrado multivibrador muy popular es el 555, que usa un sofisticado diseño para lograr una gran precisión y flexibilidad con muy pocos componentes externos.